# Arthrocereus melanurus
Arthrocereus melanurus är en kaktusväxtart som först beskrevs av Karl Moritz Schumann, och fick sitt nu gällande namn av Diers, P.J. Braun och Esteves. Arthrocereus melanurus ingår i släktet Arthrocereus och familjen kaktusväxter.

## Underarter
Arten delas in i följande underarter:
- A. m. magnus
- A. m. melanurus
- A. m. odorus